# Lepinaria merkli
Lepinaria merkli es una especie de insecto coleóptero de la familia Chrysomelidae.
Fue descrita científicamente en 1998 por Medvedev.